# Circo beat
| Críticas profissionais | Críticas profissionais |
| Avaliações da crítica  | Avaliações da crítica  |
| Fonte                  | Avaliação              |
| ---------------------- | ---------------------- |
| Allmusic               | [ 1 ]                  |

Circo Beat é o nono álbum do roqueiro argentino Fito Páez.
Foi lançado em 1994, sob o selo WEA.

## O Álbum
Circo Beat é o álbum sucessor do El amor después del amor, que é o álbum mais vendido da história do rock argentino. Assim, as expectativas eram grandes antes mesmo do lançamento deste álbum. Com hits de ampla difusão nas radios, como "Mariposa Tecknicolor" e "Tema de Piluso", o álbum teve uma vendagem de 350.000 copias, tornando-o assim o segundo álbum com maior exito no ano de 95, na Argentina.
A faixa "Tema de Piluso" foi escrita pelo Fito Páez em homenagem ao seu conterrâneo, o falecido humorista Alberto Olmedo.

### Inspiração emSgt. Pepper's Lonely Hearts Club Band
Nesse álbum, Fito parece fazer uso da mesma fórmula conceitual de Sgt. Pepper's Lonely Hearts Club Band, disco antológico dos Beatles lançado em 1967. Além de canções que se emendam e se articulam, o disco traz referências à obra dos Beatles e também à Commedia dell'arte. A canção Circo Beat, por exemplo, abre o disco imitando o anfitrião da Commedia dell'arte e, ao mesmo tempo, é similar às boas-vindas que a "Banda dos Corações Solitários do Sargento Pimenta" faz na abertura do disco dos Beatles. Já ao final da penúltima canção o anfitrião retorna, encerrando a apresentação – tal como acontece em Sgt. Peppers (reprise) no disco dos Beatles. E ambos os álbuns são concluídos com canções reflexivas, Nada del mundo real no caso de Fito e a genial A Day in the Life pelos Beatles. Além disso, outras referências podem ser encontradas no naipe de metais em El jardin donde vuelan los mares, no caleidoscópio citado em Si Disney despertase, nos fragmentos de letras em inglês usados por Fito, no tom memorialista de Normal 1 e Lo que el viento nunca se llevo e ainda no fato de Mariposa Tecknicolor estar na mesma posição de With a Little Help from My Friends e poder ser lida como uma resposta a essa canção dos Beatles.
Outro fato interessante a se perceber, é que ambos os discos possuem 13 faixas.
Por fim, o nome do disco (Circo Beat), que parece ser um jogo de palavras que aludem a atmosfera circense de ambos os álbuns, junto a uma referência aos Beatles (chamados aqui carinhosamente de 'Beat').

### Faixas
- Todas as canções foram escritas, compostas e arranjadas por Fito Páez, exceto onde indicado

| N.º            | Título                                    | Compositor(es)                   | Duração |  |
| 1.             | "Circo Beat"                              |                                  | 5:44    |  |
| 2.             | "Mariposa Tecknicolor"                    |                                  | 3:43    |  |
| 3.             | "Normal 1"                                |                                  | 3:00    |  |
| 4.             | "Las Tardes del Sol, las Noches del Agua" |                                  | 5:46    |  |
| 5.             | "Tema de Piluso"                          |                                  | 4:11    |  |
| 6.             | "She's Mine"                              |                                  | 4:33    |  |
| 7.             | "El Jardín Donde Vuelan los Mares"        |                                  | 6:00    |  |
| 8.             | "Nadie Detiene al Amor en Un Lugar"       |                                  | 2:20    |  |
| 9.             | "Si Disney Despertase"                    |                                  | 3:47    |  |
| 10.            | "Soy Un Hippie"                           |                                  | 4:26    |  |
| 11.            | "Dejarlas Partir"                         |                                  | 3:06    |  |
| 12.            | "Lo Que el Viento Nunca Se Llevó"         |                                  | 4:19    |  |
| 13.            | "Nada del Mundo Real"                     | Fito Páez e Carlos Villavicencio | 4:42    |  |
| Duração total: | Duração total:                            | Duração total:                   | 55:12   |  |

#### Edição Extra: CD Bônus ("Circo Beat Brasil")
- Versões em português de "Mariposa Tecknicolor" e "She's mine" por Herbert Vianna, e de "Nas luzes de Rosario" por Thedy Correa.

| N.º | Título                                                                                | Duração |  |
| 1.  | "Mariposa Tecknicolor (interpretada por Caetano Veloso)"                              |         |  |
| 2.  | "She's mine (interpretada por Djavan)"                                                |         |  |
| 3.  | "Nas luzes de Rosario [versão de "Tema de Piluso"] (interpretada por Herbert Vianna)" |         |  |

### Créditos Musicais
- Fito Páez - voz, guitarra acústica, pianos, hammond, clarinete, e teclados
- Geoff Dugmore - bateria. Bombo e pandeiro em "Dejarlas partir"
- Guillermo Vadala - baixo, Guitarra acústica, contrabaixo
- Gabriel Carambula - guitarras acústicas e elétricas
- Gringui Herrera - guitarras acústicas, elétricas e steel
- Tweety González - acordeon, piano, teclados

#### Músicos convidados
- Fabiana Cantilo - voz; gremlis em "El jardín donde vuelan los mares"; coros em todas las canções
- Fena Della Magiora - voz em "El jardín donde vuelan los mares"
- Liliana Herrero - voz em "Las tardes del sol, las noches del agua"
- Claudia Puyó - gremlis em "El jardín donde vuelan los mares"
- Fabián Gallardo - guitarra acústica em "Dejarlas partir"
- Pilo - harmónica em "Circo Beat"
- Toots Thielemans - harmonica em "Las tardes del sol, las noches del agua" e "She's mine"
- Osvaldo Fattoruso - bateria em "Las tardes del sol, las noches del agua" e "Nadie detiene al amor en un lugar"
- The Kick Horns - sopros en "Circo Beat")
- Simon Clark  - sax-alto, sax-barítono e flauta
- Tim Sanders - sax-tenor
- Simon Gardner - trombone
- Roddy Lorimer - trompeta)
- Neil Sidwell - trombone

## Vendas e Certificações
| Ano  | Órgão | Certificação/Vendas | Vendas    |
| ---- | ----- | ------------------- | --------- |
| 1994 | CAPIF | 5× platina          | 500,000 + |